# Polynema magniceps
Polynema magniceps is een vliesvleugelig insect uit de familie Mymaridae. De wetenschappelijke naam is voor het eerst geldig gepubliceerd in 1900 door Ashmead.